# Myracrodruon balansae
Myracrodruon balansae är en sumakväxtart som först beskrevs av Adolf Engler, och fick sitt nu gällande namn av D.A. Santin. Myracrodruon balansae ingår i släktet Myracrodruon och familjen sumakväxter. Inga underarter finns listade i Catalogue of Life.